# Swords (Morrissey)
Swords è un album raccolta del cantante inglese Morrissey.
Pubblicato il 26 ottobre del 2009 dalla Polydor/Decca, il disco raggiunse la posizione numero 55 della Official Albums Chart.

## Realizzazione
Il disco contiene le 18 b-sides di tutti i singoli estratti dai tre precedenti album in studio di Morrissey, You Are the Quarry (2004), Ringleader of the Tormentors (2006) e Years of Refusal (2009). La prima pubblicazione contiene anche un bonus disc di otto canzoni, registrate dal vivo a Varsavia, durante il tour del 2009.
In una dichiarazione pubblicata sul sito True-To-You, nel dicembre del 2009, Morrissey ha poi precisato: «Mi spiace che Swords sia stato un tale disastro. È stato proposto e accettato come un CD a basso costo, ma ovunque è emerso come quello più costoso di tutti. È stato mal distribuito e non ha chance e ha raggiunto la più bassa posizione in classifica che io abbia mai riscontrato».
La foto di copertina è di Travis Shinn, scattata a Los Angeles nel 2008, mentre quella della band, posta all'interno del booklet, è opera di Morrissey.

## Tracce
1. Good Looking Man About Town - 2:53
2. Don't Make Fun of Daddy's Voice - 2:53
3. If You Don't Like Me, Don't Look at Me - 3:40
4. Ganglord - 5:18
5. My Dearest Love - 4:00
6. The Never-Played Symphonies - 3:03
7. Sweetie-Pie - 4:23
8. Christian Dior - 3:59
9. Shame Is the Name - 3:49
10. Munich Air Disaster 1958 - 2:30
11. I knew I Was Next - 3:46
12. It's Hard to Walk Tall When You're Small - 3:32
13. Teenage Dad on His Estate - 4:08
14. Children in Pieces - 4:01
15. Friday Mourning - 4:08
16. My Life Is a Succession of People Saying Goodbye - 2:53
17. Drive-in Saturday (live in Nebraska, 11 maggio 2007) - 5:05
18. Because of My Poor Education - 2:56

### Bonus-CD
Registrato live a Varsavia, il 7 luglio 2009.
1. Black Cloud - 3:08
2. I'm Throwing My Arms Around Paris - 2:36
3. I Just Want to See the Boy Happy - 2:50
4. Why Don't You Find Out for Yourself - 3:37
5. One Day Goodbye Will Be Farewell - 4:04
6. You Just Haven't Earned It Yet, Baby - 3:13
7. Life Is a Pigsty - 8:56
8. I'm OK by Myself - 6:03